# Chiesa di San Giovanni Battista (Monteu da Po)
La chiesa di San Giovanni Battista è la parrocchiale di Monteu da Po, in città metropolitana di Torino e diocesi di Casale Monferrato; fa parte dell'unità pastorale Santa Fede.

## Storia
Il primo luogo di culto della zona dedicato a san Giovanni Battista fu la pieve di Industria, che, sorta presumibilmente nel IV secolo, ebbe tra il VI e il VIII secolo una rinascita, dopo un periodo in cui non vi sono attestazioni della stessa.
Tuttavia, già dal X secolo il territorio che dipendeva da essa si ridusse, con la nascita di nuove pievi in località circostanti, tra cui, dall'inizio del Duecento, quella di Verrua Savoia e, pochi decenni dopo, quelle di Cortiglione e Cocconato.
Il declino dell'antica pieve si accelerò nel Trecento, tanto che dal secolo successivo è ormai attestato il trasferimento della parrocchialità nel centro abitato, allora noto con il nome di Montacuto.
Nel 1625, durante il conflitto tra Ducato di Savoia e Repubblica di Genova, la chiesa venne incendiata e distrutta dalle truppe spagnole.
Il cantiere per la ricostruzione del luogo di culto venne avviato nel 1631; l'edificio fu portato a compimento cinque anni dopo.
Ciononostante, la consacrazione della chiesa venne impartita oltre due secoli dopo, il 28 agosto 1892, da parte del vescovo di Novara Edoardo Pulciano.

## Descrizione

### Esterno
La facciata della chiesa, rivolta a orienteme scandite da lesene tuscaniche, si compone di tre corpi: quello centrale, suddiviso da una cornice marcapiano in due registri, presenta il portale d'ingresso, quattro nicchie vuote e una finestra ed è coronato dal timpano triangolare, mentre le due ali laterali sono caratterizzate da specchiature.
Annesso alla parrocchiale è il campanile a base quadrata, la cui cella presenta su ogni lato una monofora a tutto sesto ed è coperta dal tetto a quattro falde.

### Interno
L'interno dell'edificio si compone di un'unica navata, sulla quale si affacciano le cappelle laterali e le cui pareti sono scandite da lesene sorreggenti la trabeazione sopra cui si imposta la volta; al termine dell'aula si sviluppa il presbiterio, rialzato di alcuni gradini, delimitato da balaustre e chiuso dalla parete di fondo piatta. 
Qui sono conservate diverse opere di pregio, tra le quali la pala ritraente la Morte di san Giuseppe, il quadro avente come soggetto il Sacro Cuore, eseguito nel 1892 da Tommaso Lorenzoni, la tela che rappresenta la Madonna venerata dai santi Antonio Abate, Rocco, Antonio da Padova e Maurizio, con le anime purganti, risalente al XVII secolo, e l'organo, costruito dalla ditta Vegezzi Bossi nel Novecento.